# Pyramides Calcaires
Le Pyramides Calcaires sono due vette gemelle (2.726 e 2.589 m s.l.m.) collocate nell'alta Val Veny appena sopra il rifugio Elisabetta e poco prima del Col della Seigne. Si trovano nel comune di Courmayeur.

## Caratteristiche

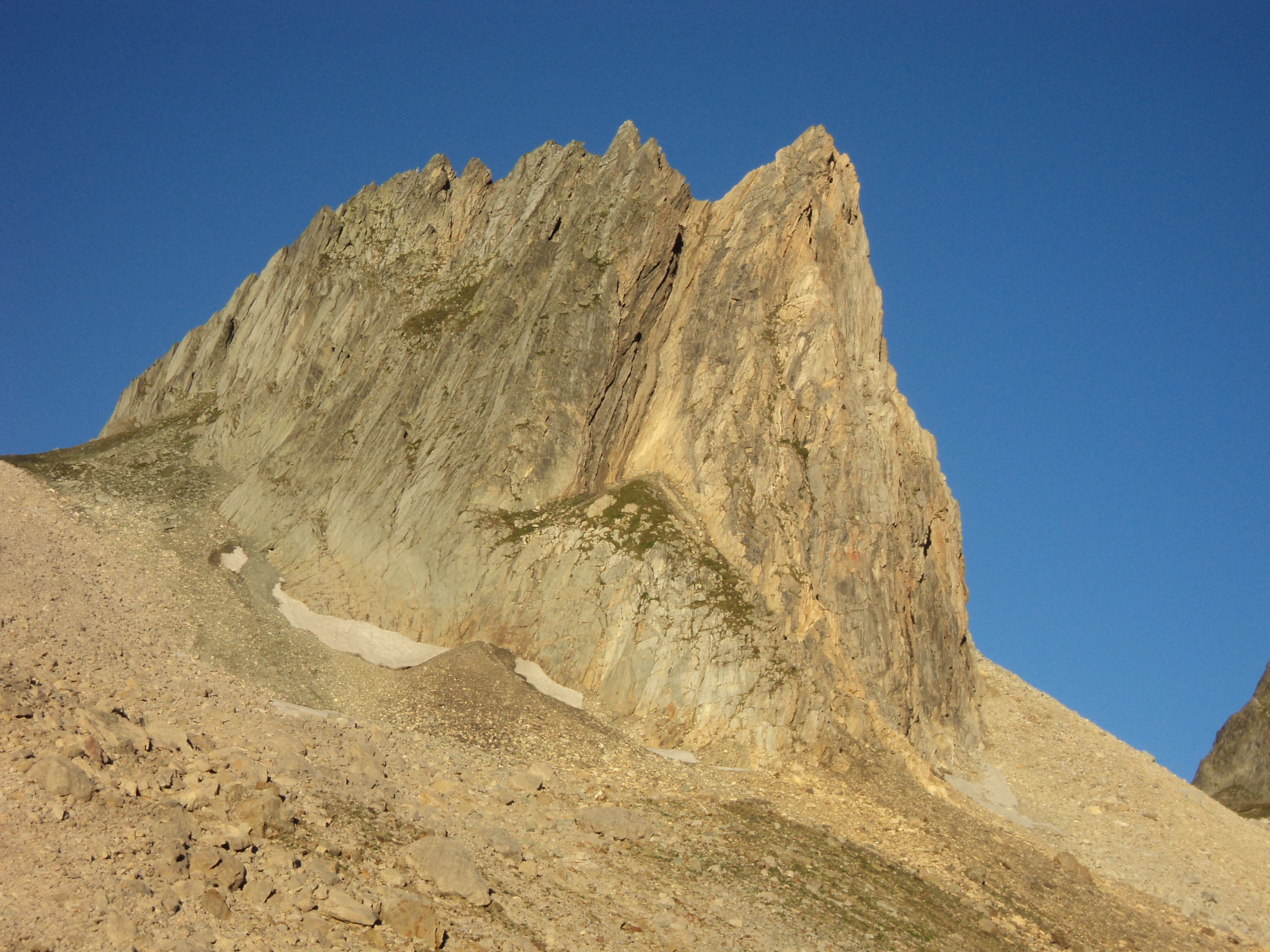
Salendo dal rifugio Elisabetta.

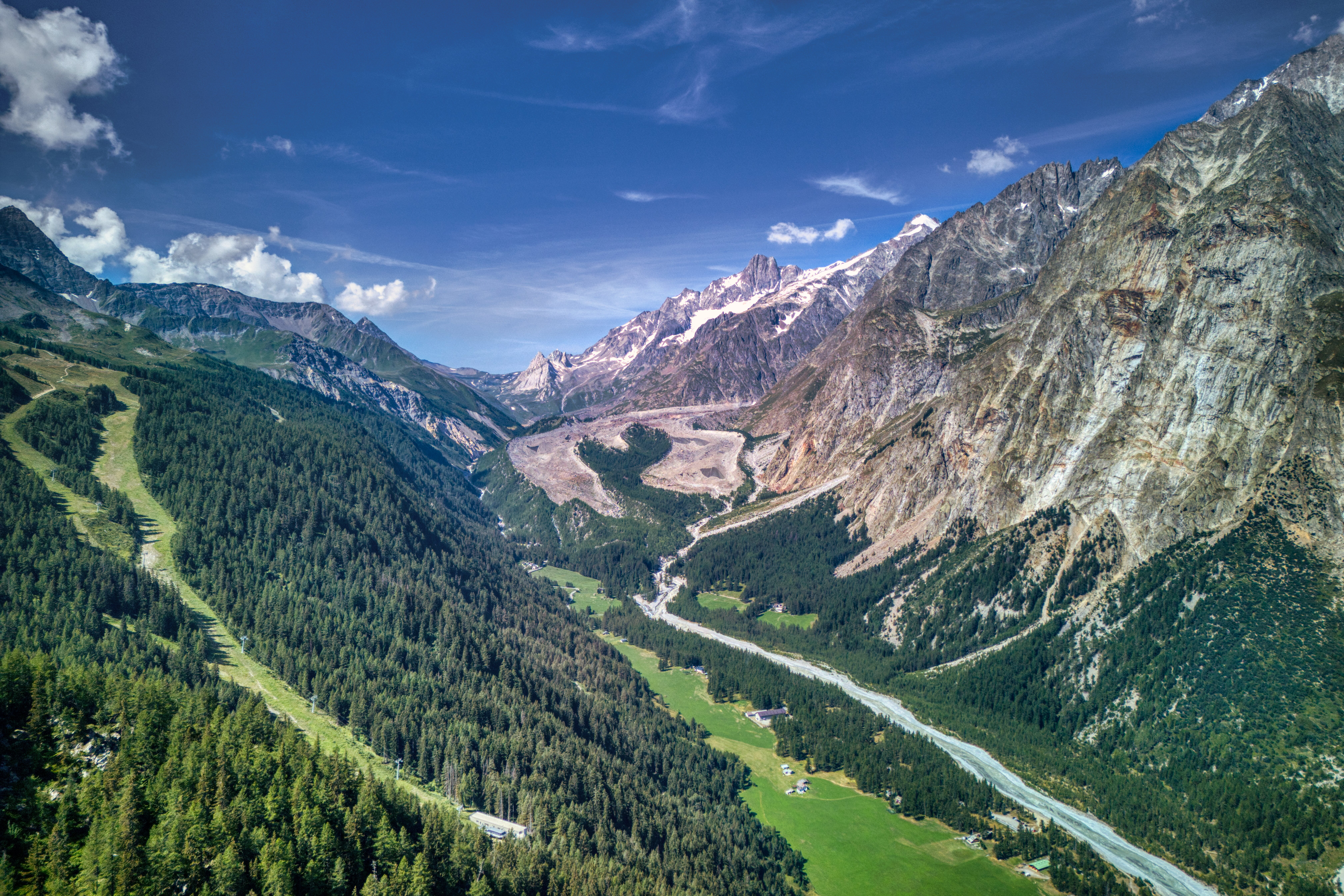
Pyramides Calcaires nell'alta Val Veny, vicino al Colle della Seigne.

Si presentano con le loro caratteristiche calcaree in un mondo dominato dal granito.
Dal rifugio Elisabetta è possibile compiere il tour intorno alle Pyramides in circa tre ore.
Lungo le varie pareti sono tracciate varie vie di arrampicata.
Ai fianchi sono numerosi i fortini del Secondo Conflitto Mondiale e i reticolati di filo spinato.